# Sati al-Husri
Sati al-Husri (ur. 1882 w Sanie, zm. 1968 w Bagdadzie) – iracki działacz państwowy, twórca irackiego państwowego systemu oświaty, ideolog panarabizmu.

## Życiorys
Był ministrem oświaty w rządzie króla Fajsala I, w istniejącym między marcem a czerwcem 1920 Królestwie Wielkiej Syrii. Po przekształceniu Syrii we francuskie terytorium mandatowe i po tym, gdy Fajsal został dzięki Brytyjczykom królem Iraku, Sati al-Husri został przez niego zaproszony do Bagdadu na stanowisko dyrektora generalnego oświaty. Odegrał kluczową rolę w organizacji szkolnictwa w Iraku i opracowywaniu programów nauczania w szkołach podstawowych i średnich. Na stanowiska nauczycieli, w pierwszej kolejności historii, nauk społecznych i języka arabskiego sprowadzał głównie Syryjczyków i Palestyńczyków, oddanych idei panarabskiej. Zbudowany przez niego system oświaty był ściśle scentralizowany; al-Husri zablokował m.in. projekt utworzenia wyższych szkół nauczycielskich poza Bagdadem, twierdząc, że przybrałyby tam charakter nie panarabski, a zbyt blisko związany z lokalną społecznością (np. chrześcijanami lub szyitami). W praktyce realizacja koncepcji al-Husriego sprawiła, że system oświaty faworyzował sunnitów. 
W 1941 stracił obywatelstwo irackie na fali represji wymierzonych w panarabistów po obaleniu rządów złotego czworoboku i Raszida Alego al-Kilaniego.

## Poglądy
Był arabskim nacjonalistą i panarabistą, zwolennikiem koncepcji jednego wielkiego narodu arabskiego, do którego zaliczali się wszyscy rodzimi użytkownicy języka arabskiego. Odrzucał możliwość traktowania narodu jako wykreowanego politycznie bytu, twierdząc, że istniał on wiecznie, wyrażając poprzez język swój indywidualny charakter. Wspólnota języka była dla niego istotniejsza niż podziały wyznaniowe. Budowanie narodu irackiego, jednoczącego członków różnych plemion oraz wyznawców różnych religii, uważał jedynie za krok w długotrwałym procesie tworzenia jedności wszystkich Arabów. W okresie międzywojennym Irak miał być dla niego głównym ośrodkiem idei zjednoczeniowych, gdyż pozostałe niezależne państwa arabskie albo nie mogły pretendować do takiego znaczenia z racji swojego peryferyjnego położenia i zbyt silnej roli wewnętrznych konfliktów plemiennych (Arabia Saudyjska, Jemen), albo same nie traktowały kultury arabskiej jako kluczowej podstawy swojej tożsamości (Egipt). Tożsamość narodową Arabów zamierzał budować na pamięci o historii, w szczególności o okresach świetności świata arabskiego. Szczególnie podejrzliwie traktował związki szyitów irackich z sąsiednim Iranem i jego kulturą.